# Еврейский театр на идише
Евре́йский теа́тр на и́дише — совокупность театральных искусств, включая пьесы, созданные и представленные на сцене главным образом европейскими евреями на идише.
Жанры еврейского театра включают в себя драмы, оперетты, мюзиклы, ревю, комедии, постановки экспрессионистской и модернистской направленности. Репертуар был достаточно широк и включал, в частности, произведения классической еврейской литературы.
Начало формированию еврейского театра было положено традициями и обычаями праздника Пурим. Уже в XVIII веке появились так называемые пуримские шпильки (пуримшпиль) — комические костюмированные театральные представления на основе истории царицы Есфирь, изложенной в Книге Есфирь. Как самостоятельное явление еврейский театр сложился ко второй половине XIX века. Представления говоривших на идише евреев устраивались не только в Центральной и Восточной, но и в Западной Европе, а также в США.

Отцом современного еврейского театра считают Аврома Гольдфадена, который в 1876 году после встречи в Яссах с певцами Мойше Финкелем и Исрулом (Израилем) Гроднером, исполнявшими еврейские песни (в том числе и сочинения Гольдфадена) как сценические миниатюры, начал ставить первые спектакли, а затем писать пьесы, причём сам же сочинял и музыку к своим произведениям. 
"В истории еврейского театра дата четко обозначена: «5 октября 1876 года на летнюю эстраду парка „Помул верде“ в городе Яссы (Румыния) вышли: поэт Авром Гольдфаден, актёр Израиль Гроднер (1841—1887), исполнитель женской роли, артист Шахар Гольдштейн (?-1887), и сыграли двухактную комедию, составленную из поэтических произведений Аврома Гольдфадена. Данное выступление принято считать первой театральной постановкой на языке идиш, с которой началась история современного еврейского театра».
В румынских архивных источниках сохранился первый в истории печатный отзыв на один из спектаклей только что созданного еврейского театра, и эта более чем положительная рецензия, где отмечались яркие таланты как автора четырёх коротких пьес, так и исполнителей ролей, вышла из-под пера классика румынской литературы Михая Эминеску, который не только свободно владел немецким, но также знал идиш, поскольку вырос близ города Ботошань, где жило много евреев.
Труппу Гольдфадена прекрасно принимали в России и в Варшаве, столице Царства Польского (входившего в Российскую империю), но выступления в США не имели успеха. Труппа вернулась в Европу, выступала во Львове (Лемберге) (1890—1903), Париже и Лондоне (1898—1903). Авром Гольдфаден написал более 50 пьес, в основном вдохновлённых фольклором, но касался и серьёзных исторических тем, таких как история евреев библейского и римского периодов.
Еврейский театр на идише как массовое явление не возродился после Второй мировой войны и Холокоста, прекратив своё существование, но в ряде стран имеются выступающие на идише театральные труппы.